# Шайтанка (Одесская область)
Шайтанка (укр. Шайтанка) — село, относится к Любашёвскому району Одесской области Украины.
Население по переписи 2001 года составляло 340 человек. Почтовый индекс — 66565. Телефонный код — 4864. Занимает площадь 1,391 км². Код КОАТУУ — 5123383807.

## Местный совет
66560, Одесская обл., Любашёвский р-н, с. Троицкое